# لوتشيانو كاستيلو كولونا
لوتشيانو كاستيلو كولونا (بالإسبانية: Luciano Castillo Colonna)‏ هو سياسي بيروفي، ولد في 23 فبراير 1899، وتوفي في 22 ديسمبر 1981.